# HD 79900
HD 79900，又名CD-45 4982，SAO 220998、HR 3680，是一颗恒星，视星等为6.25，位于銀經268.37，銀緯2.31，其B1900.0坐标为赤經9h 11m 37.2s，赤緯-45° 2.31′ 21″。